# Llista de les mesquites més antigues
La llista de les mesquites més antigues del món recull tant les mesquites més antigues de cada estat (i de les cinquantes ciutats més grans del món), com aquelles mesquites històriques més antigues i significatives, hagin mantingut o no la condició de mesquites, incloent-hi també les documentades en jaciments arqueològics.
Les regions principals, com Àfrica i Euràsia, estan ordenades alfabèticament, i les regions menors, com Aràbia i Àsia del Sud, s'ordenen per les dates en què es van establir les seves primeres mesquites, més o menys, excepte les que són esmentades a l'Alcorà, que apareixen en un llistat a part.
Per tant, per aparèixer en un aquesta llista aquí, una mesquita ha de complir un d'aquests requisits:
- ha de ser la mesquita més antiga d'un estat o d'una de les 50 ciutats més grans del món o la més antiga del seu tipus, o
- ha de ser la més antiga adscrita a una comunitat islàmica concreta.

## Esmentades a l'Alcorà
Els següents edificis són considerats les mesquites o santuaris més antics esmentats a l'Alcorà:
| Edifici                                                             | Imatge | Ubicació   | País           | Fundació | Notes |
| ------------------------------------------------------------------- | ------ | ---------- | -------------- | --- | --- |
| Al-Màsjid al-Haram                                                  |        | La Meca    | Aràbia Saudita | Desconeguda, considerada la mesquita més antiga, associada a Abraham | المسجد الحرام, al-Màsjid al-Ḥarām, ‘la Mesquita Sagrada’, apareix esmentada a diverses aleies de l'Alcorà: 2:144–217, 5:2, 8:34, 9:7–28, 17:1, 22:25, 48:25–27. És el santuari més sagrat de l'islam, que conté la Kaba, un dels llocs del Hajj, el ‘Pelegrinatge’; l'alquibla, és a dir el punt al qual els musulmans dirigeixen les seves pregàries, i la primera mesquita segons la tradició islàmica. Reconstruida nombroses vegades, especialment el 1571 pels otomans i a finals del segle xx pels saudites, amb una nova ampliació iniciada el 2010. |
| Al-Hàram aix-Xarif, també anomenat Complex de la mesquita d'al-Aqsa |        | Jerusalem  | Palestina      | Desconeguda, considerada la segona mesquita més antiga a la tradició islàmica, associada a Abraham. La Cúpula de la Roca va ser construïda el 692, la mesquita d'Al-Aqsa el 705 | المسجد الاقصى, al-Masjid al-Aqṣà, ‘la Mesquita Llunyana’, la primera alquibla, escenari d'un important episodi de la revelació islàmica, la Làylat al-Isrà wa-l-Miraj, el «Viatge nocturn», i considerada el tercer lloc més sant de l'islam. L'Alcorà no especifica amb precisió la localització de «la Mesquita Llunyana» i, per tant, va ser motiu de debat entre els primers erudits musulmans. Finalment, però, es va arribar a un consens que la identifica amb el Mont del Temple a Jerusalem. El terme al-Aqsa es refereix, stricto sensu, a tot el complex del Mont del Temple, vist com una única mesquita o mussal·la en el seu conjunt. El complex en el seu conjunt no s'ha de confondre amb la mesquita aljama o sala de pregàries, coberta amb una cúpula platejada, coneguda normalment també com a mesquita d'Al-Aqsa o, encara, com a mesquita al-Qibli (vegeu infra, sobre aquest edifici). |
| Estació [del pelegrinatge] Sagrada                                  |        | Muzdalifah | Aràbia Saudita | Desconeguda | ٱلْمَشْعَر ٱلْحَرَام, al-Maxʿar al-Ḥarām, ‘l'Estació [del pelegrinatge] Sagrada’, apareix esmentat a l'Alcora, a l'aleia 2:129. És un dels llocs del Hajj. |
| Mesquita de Qubà                                                    |        | Medina     | Aràbia Saudita | 622 | La primera mesquita construïda per Muhàmmad al segle vii. Tradicionalment és identificada amb la màsjid at-taqwa, «mesquita fundada en el temor de Déu i en la pietat», esmentada a l'aleia 108 de la sura 9, At-Tauba. Completament reconstruïda al segle xx. |

## Àfrica
| Edifici                  | Imatge | Ubicació   | País    | Fundació                       | Adscripció | Notes |
| ------------------------ | ------ | ---------- | ------- | ------------------------------ | ---------- | --- |
| Mesquita dels Companys   |        | Massawa    | Eritrea | anys 620-630 (sense confirmar) |            | Alguns creuen que és la primera mesquita d'Àfrica, construïda pels companys de Mahoma al segle vii.                                                                         |
| Mesquita d'Amr ibn al-As |        | El Caire   | Egipte  | 641                            |            | Pren el nom d'Amr ibn al-As, general àrab que va dirigir la conquesta islàmica d'Egipte. Primera mesquita d'Egipte i reclamada per alguns com la primera mesquita d'Àfrica. |
| Mesquita d'Ibn Tulun     |        | El Caire   | Egipte  | 879                            |            | |
| Mesquita d'al-Azhar      |        | El Caire   | Egipte  | 972                            | Sunnita    | |
| Mesquita Arba'a Rukun    |        | Mogadiscio | Somàlia | 1268-1269                      | Sunnita    | |

| Edifici                                            | Imatge | Ubicació   | País    | Fundació | Adscripció | Notes |
| -------------------------------------------------- | ------ | ---------- | ------- | -------- | ---------- | --- |
| Gran Mesquita de Kairuan                           |        | Kairuan    | Tunísia | 670      | Sunnita    | Considerada la primera mesquita del Magrib. L'actual mesquita data d'una reconstrucció total iniciada el 836 sota els aglàbides, amb restauracions i addicions posteriors. |
| Mesquita de Sidi Okba                              |        | Sidi Okba  | Algèria | 686–1025 |            | Mesquita construïda al voltant de la tomba d'Uqba ibn Nafi, de l'any 686, que li dona nom. |
| Mesquita Zituna                                    |        | Tunis      | Tunísia | 698      | Sunnita    | És dubtós quan es va fundar exactament la mesquita: normalment es considera que l'any 698, però podria ser que fos una mica més tard, el 734. L'actual mesquita, tanmateix, és fruit d'una reconstrucció total del 864 sota els aglàbides, amb modificacions i renovacions posteriors.                                                                             |
| Mesquita de Bu Ftata                               |        | Sussa      | Tunísia | 838-841  |            | Datada per una inscripció del regnat d'Abu-Iqal al-Àghlab ibn Ibrahim (838–841). El minaret fou afegit després, en època hàfsida. |
| Gran Mesquita de Sfax                              |        | Sfax       | Tunísia | c. 849   |            | El moment d'inici de la construcció és incert, però probablement sigui al voltant de l'any 849. |
| Gran Mesquita de Sussa                             |        | Sussa      | Tunísia | 851      |            | |
| Mesquita al-Qarawiyyín o mesquita dels Kairuanesos |        | Fes        | Marroc  | 859      |            | Existeixen alguns dubtes sobre si realment fou fundada el 859. Un data alternativa possible seria l'any 877, segons una inscripció descoberta al segle xx. L'edifici actual és fruit de múltiples expansions i reconstruccions posteriors i els elements més antics es poden datar al segle x. Va patir l'expansió més gran en època almoravit, entre 1135 i 1143. |
| Mesquita dels Andalusins                           |        | Fes        | Marroc  | 859      |            | Com passa amb la mesquita dels Kairuanesos, hi ha dubtes al voltant de la història de la fundació. Les parts més antigues de l'edifici actual són del segle x. Va ser en gran part reconstruïda pels almohades entre 1203 i 1207. |
| Mesquita Al-Naqah                                  |        | Trípoli    | Líbia   | 973      |            | És el monument islàmic més antic de Trípoli, tot i que la seva història no és ben coneguda. Probablement construïda durant el califat del fatimita al-Muïzz el 973, podria ser tanmateix més antiga. Una inscripció recorda que fou reconstruïda el 1019 de l'Hègira (1610–1611).                                                                                  |
| Gran Mesquita de Tlemcen                           |        | Tlemcen    | Algèria | 1082     |            | Fundada el 1082 sota els almoràvits, la decoració fou completada o refeta el 1136. S'hi van fer importants renovacions i afegits el 1236 en època zayyànida. |
| Mesquita del Ksar                                  |        | Tunis      | Tunísia | 1106     |            | |
| Mesquita Kutubia                                   |        | Marràqueix | Marroc  | 1147     |            | |

| Edifici                              | Imatge | Ubicació          | País                                        | Fundació    | Adscripció | Notes |
| ------------------------------------ | ------ | ----------------- | ------------------------------------------- | ----------- | ---------- | --- |
| Mesquita de Shanga                   |        | Shanga, illa Pate | Kenya                                       | Desconeguda |            | En unes excavacions dels anys 1980 se'n van descobrir els fonaments, amb monedes datades el 830 que en testimonien l'antiguitat. Constitueixen la primera prova concreta de la presència de musulmans a l'Àfrica oriental. |
| Gran mesquita de Kilwa               |        | Kilwa Kisiwani    | Tanzània                                    | 1000-1100   |            | |
| Mesquita de Kizimkazi                |        | Dimbani           | Tanzània                                    | 1107        |            | Una inscripció informa de la data de fundació. |
| Mesquita de Tsingoni                 |        | Tsingoni          | Mayotte (França)                            | 1538        |            | |
| Mesquita d'Al-Fatah (Mesquita Verda) |        | Kigali            | Ruanda (aleshores Àfrica oriental alemanya) | 1913        |            | Fundada per musulmans de la costa de Tanzània de parla suahili que van venir a Ruanda per treballar a l'administració alemanya.                                                                                            |

| Edifici                 | Imatge | Ubicació  | País    | Fundació | Adscripció | Notes                                                     |
| ----------------------- | ------ | --------- | ------- | -------- | ---------- | --------------------------------------------------------- |
| Mesquita de Larabanga   |        | Larabanga | Ghana   | 1421     |            | La mesquita de maons de fang més antiga existent a Ghana. |
| Gran mesquita de Kano   |        | Kano      | Nigèria | segle xv |            | Construïda per l'emir Muhammad Rumfa.                     |
| Mesquita d'Agadez       |        | Agadez    | Níger   | 1515     |            | La mesquita més antiga del Níger.                         |
| Gran mesquita de Sokodé |        | Sokodé    | Togo    | 1820     |            |                                                           |

| Edifici                                   | Imatge | Location                    | País                                   | Fundació  | Adscripció | Notes |
| ----------------------------------------- | ------ | --------------------------- | -------------------------------------- | --------- | ---------- | --- |
| Mesquita Auwal                            |        | Colònia del Cap             | Sud-àfrica (aleshors Colònia del Cap)  | 1798      |            | Reconeguda com la primera mesquita construïda al país.                                                                                           |
| Mesquita de la Palmera                    |        | Colònia del Cap             | Sud-àfrica (aleshores Colònia del Cap) | 1807      |            | Edifici construït el 1788 i convertit en mesquita el 1807.                                                                                       |
| Masjid al-Qudama                          |        | Uitenhage, Cap Oriental     | Sud-àfrica                             | 1849      |            | S'ha pogut deduir que la mesquita s'acabà de construir el març de 1849.                                                                          |
| Mesquita de Grey Street (mesquita aljama) |        | Durban                      | Sud-àfrica                             | 1881      |            | |
| Mesquita de Soofie                        |        | Butha Buthe                 | Lesotho                                | c. 1900   |            | Fundada per Soofie Saheb al tombant de segle; la comunitat hi és descrita com de musulmans africans que encara parlen en una llengua de l'Índia. |
| Mesquita aljama de Habibia Soofie Saheb   |        | Rylands, Ciutat del Cap     | Sud-àfrica                             | 1905      |            | |
| Mesquita de Lobatse                       |        | Lobatse                     | Botswana                               | anys 1960 |            | Fundada per musulmans indis que hi van ser duts durant el període colonial britànic.                                                             |
| Mesquita d'Ezulwini                       |        | Ezulwini, a prop de Mbabane | Swazilàndia                            | 1982      |            | |

## Amèrica
| Edifici              | Imatge | Location            | País                                        | Fundació | Adscripció | Notes |  |
| -------------------- | ------ | ------------------- | ------------------------------------------- | -------- | ---------- | --- |  |
| [Mesquita de Wanica] |        | Wanica              | Surinam (aleshores una colònia neerlandesa) | 1906     |            | Construïda per arrossaires javanesos immigrants. |  |
| Mesquita Brasil      |        | São Paulo           | Brasil                                      | 1929     |            | Es va construir un primer edifici el 1929, però l'actual fou inaugurat el 1952. És la primera mesquita documentada al Brazil.                                                                                        |  |
|                      |        |                     | Panamà                                      | 1930     | Ahmadia    | |  |
|                      |        | El Paraíso, Caracas | Veneçuela                                   | 1968     |            | |  |
| Mezquita At-Tauhid   |        | Buenos Aires        | Argentina                                   | 1983     | Xiïta      | Inaugurada l'octubre de 1983 per la comunitat xiïta de Buenos Aires amb el suport de l'ambaixada de la República Islàmica de l'Iran a Argentina. És un edifici molt simple amb una façana d'un subtil estil islàmic. |  |
| Mezquita as-Salam    |        | Santiago            | Xile                                        | 1995     |            | Encarregada el 1989 i inaugurada el 1995. |  |
| Mezquita Mohammed VI |        | Coquimbo            | Xile                                        | 2007     |            | |  |

| Edifici                                  | Imatge | Location                    | País          | Fundació  | Adscripció | Notes |
| ---------------------------------------- | ------ | --------------------------- | ------------- | --------- | ---------- | --- |
| Al-Sadiq Mosque                          |        | Chicago, Illinois           | Estats Units  | 1922      | Ahmadia    | Més antiga mesquita encara dempeus de tot el continent americà.                                                                                   |
| Mother Mosque of America (Moslem Temple) |        | Cedar Rapids, Iowa          | Estats Units  | 1934      |            | Més antiga mesquita encara dempeus i ja construïda com a mesquita als Estats Units.                                                               |
| Al-Rashid Mosque                         |        | Edmonton, Alberta           | Canadà        | 1938      |            | Primera mesquita construïda com a tal al Canadà.                                                                                                  |
|                                          |        | Westmoreland i Spanish Town | Jamaica       | anys 1950 |            | Construïda per la Islamic Society of Jamaica, societat fundada el 1950.                                                                           |
| Mesquita de Bridgetown                   |        | Bridgetown                  | Barbados      | 1957      |            | Primera mesquita construïda com a tal a Barbados.                                                                                                 |
| Mesquita Omar bin Al-Khattab             |        | Willemstad, Curaçao         | Països Baixos | 1965      |            | |
|                                          |        |                             | Haití         | 1985      |            | Residència privada convertida en mesquita. |
| Mezquita Suraya                          |        | Torreón                     | Mèxic         | 1989      | Xiïta      | Construïda per immigrants d'Orient Mitjà residents a Torreón.                                                                                     |
| Mezquita Omar                            |        | San José                    | Costa Rica    | 1995      | Sunnita    | Fundada per la Asociación Cultural Islámica de Costa Rica.                                                                                        |
|                                          |        | Belize City                 | Belize        | c. 2008   |            | Fundada per ciutadans de Belize convertits a l'islam mentre residien als Estats Units.                                                            |
| Mesquita Boukman Buhara                  |        | Cap-Haïtien                 | Haití         | 2016      |            | Primera mesquita construïda com a tal a Haití. Disposa de minaret. Construïda per la Fundació Diyanet de Turquia després del terratrèmol de 2010. |

## Àsia
| Edifici                                              | Imatge | Ubicació       | País                | Fundació               | Adscripció | Notes |
| ---------------------------------------------------- | ------ | -------------- | ------------------- | ---------------------- | ---------- | --- |
| Al-Màsjid an-Nabawí o mesquita del Profeta           |        | Medina         | Aràbia Saudita      | 622                    |            | Segon lloc més sant de l'islam, després d'al-Màsjid al-Haram, a la Meca. A l'interior hi ha la tomba del profeta Mahoma, que va ser enterrat a la casa que ell i la seva esposa Àïxa tenien a Medina, que va ser annexada a la mesquita. Reconstruïda en molts ocasions i ampliada enormement a final del segle xx, encara manté, a l'interior, la construcció d'època otomana així com la cúpula verda que cobreix el mausoleu del profeta. |
| Màsjid al-Qiblatayn o mesquita de les Dues Alquibles |        | Medina         | Aràbia Saudita      | 623                    |            | Pren el nom pel fet de tenir dues alquibles, una que es dirigeix a Jerusalem, la primera alquibla de l'islam, i una altra que mira a la Meca, segona i definitiva alquibla. |
| Mesquita de Jawatha                                  |        | Al-Kilabiyah   | Aràbia Saudita      | 629/639                |            | Considerada la segona mesquita aljama, és a dir mesquita per a la celebració comunitària del divendres, més antiga. Ha estat recentment renovada i s'hi tornen a celebrar pregàries. |
| Gran Mesquita de Sanà                                |        | Sanà           | Iemen               | segle vii              |            | Possiblement la mesquita més antiga del Iemen. |
| Mesquita de Màzin                                    |        | Samail         | Oman                | segle vii              |            | Fundada per Màzin ibn al-Ghaduba, considerat el primer omanita que va adoptar l'islam, en època del profeta Mahoma. |
| Mesquita d'Al-Shawadhna                              |        | Nizwa          | Oman                | 628-629 (probablement) |            | La fundació primigènia s'ha datat el 7 de l'Hègita (628–629 ec). Es va reconstruir o renovar l'any 1529 ec, tal com recorda una inscripció a sobre del mihrab. |
| Mesquita d'al-Hadi                                   |        | Sada           | Iemen               | 897                    |            | |
| Mesquita Khamis                                      |        | Khamis, Manama | Bahrain             | 1000-1200              |            | Es creu que la part principal de l'estructura seria del segle xi o del segle xii, tot i que popularment s'atribueix la fundació al califa Úmar als anys 600. |
| Mesquita d'Al-Ain                                    |        | Al Ain         | Emirats Àrabs Units | c.1000                 |            | Possiblement la mesquita més antiga del país. |
| Mesquita Al Badiyah                                  |        | Fujairah       | Emirats Àrabs Units | segle xv               |            | S'han proposat datacions molt anteriors. |

| Edifici                      | Imatge | Location                                 | País          | Fundació | Adscripció | Notes |
| ---------------------------- | ------ | ---------------------------------------- | ------------- | -------- | ---------- | --- |
| Mesquita Huaisheng           |        | Canton                                   | Xina          | 627      |            | La mesquita Huaisheng és la principal mesquita de Canton. Ha estat reconstruïda diverses vegades al llarg de la seva història. Segons la tradició, la primera construcció seria de fa 1.300 anys, el 627, per part de Sad ibn Abi-Waqqàs, un oncle del profeta Mahoma, i per això prendria el seu nom, Huaisheng, en memòria de Mahoma. |
| Mesquita Xianxian            |        | Canton                                   | Xina          | 629      |            | La mesquita fou originalment construïda el 629, durant la dinastia Tang. |
| Gran mesquita de Xi'an       |        | Xi'an, Shaanxi                           | Xina          | 742      |            | Tot i que les parts més antigues de l'edifici actual són del segle xviii, la mesquita hauria estat fundada l'any 742. |
| Mesquita aljama de Hong Kong |        | Hong Kong (aleshores Hong Kong britànic) | Xina          | 1890     |            | |
| Mesquita de Kobe             |        | Kobe                                     | Japó          | 1935     |            | Dissenyada a l'estil turc per un arquitecte txec, fou confiscat per l'Armada Imperial Japonesa el 1943 i posteriorment retornada a la comunitat musulmana. |
| Gran mesquita de Taipei      |        | Taipei                                   | Taiwan        | 1947     |            | Més antiga i més famosa mesquita de Taiwan. Va existir una primera construcció, del 1947, que posteriorment es va traslladar i reconstruir a l'emplaçamanet actual el 1960. |
| Mesquita Kaohsiung           |        | Taipei                                   | Taiwan        | 1949     |            | La segona mesquita més antiga de Taiwan. L'edifici original va ser construït el 1949, però es va traslladar el 1951 a un nou edifici el 1951 i encara a un tercer edifici, l'actual, el 1992. |
| Mesquita central de Seül     |        | Seül                                     | Corea del Sud | 1976     |            | |
| Mesquita de Macau            |        | Macau (aleshoresMacau portuguès)         | Xina          | 1980     |            | La primera i única mesquita de Macau. |

| Edifici                       | Imatge | Location                 | País       | Fundació            | Adscripció                 | Notes |
| ----------------------------- | ------ | ------------------------ | ---------- | ------------------- | -------------------------- | --- |
| Mesquita Barwada              |        | Ghogha, Gujarat          | Índia      | abans de 623        |                            | Construïda per mercaders àrabs a l'antic port de Ghogha, al districte de Bhavnagar a l'estat de Gujarat. L'alquibla es dirigeix a Jersualem. La mesquita va ser abandonada pels creients quan es va canviar la direcció de l'alquibla cap a la Meca el 623 i es va construir una nova mesquita. |
| Mesquita aljama de Cheraman   |        | Kodungallur              | Índia      | 629                 |                            | Construïda per Màlik ibn Dinar, company del profeta Mahoma, per ordre de Cheraman Perumal, aleshores rei de l'actual Kerala. És la mesquita en funcionament més antiga del Subcontinent indi.                                                                                                   |
| Palaiya Jumma Palli           |        | Kilakarai                | Índia      | 630                 | Sunni                      | Considerada la primera mesquita construïda a Tamil Nadu i la segona de l'Índia. Construïda per mercaders iemenites i colons dedicats al comerç al regne dels pandyes, per ordre de Bàdhan ibn Sàssan, governador del Iemen en temps de Mahoma.                                                  |
| Màsjid al-Abrar               |        | Beruwala                 | Sri Lanka  | segle i de l'Hègira |                            | La data havia estat esculpida als pilars de pedra. |
| Haji Piyada                   |        | Balkh                    | Afganistan | 794 o segle ix      |                            | És l'edifici islàmic més antic identificat a l'Afganistan. La construcció seria del segle ix o potser fins i tot anterior, del 794. |
| Mesquita aljama de Banbhore   |        | Banbhore                 | Pakistan   | 727                 |                            | És la mesquita més antiga del Pakistan i també es considera la primera mesquita de l'Àsia meridional. Va ser construïda després de la conquesta del Sind. |
| Gran mesquita Kazimar         |        | Madurai                  | Índia      | 1284                | Sunnita, hanafita, xadhilí | Primera mesquita de Madurai. |
| Mesquita Chaqchan             |        | Khaplu, Gilgit Baltistan | Pakistan   | 1370                |                            | És la mesquita més antiga de Gilgit Baltistan. |
| Mesquita dels Seixanta Pilars |        | Bagerhat                 | Bangladesh | 1450                |                            | Construïda per Khan Jahan Ali, és considerada la segona mesquita més antiga de Bangladesh. L'estructura fortificada conté vuitant-una cúpules, seixanta pilars i onze mihrabs. |
| Mesquita Neevin               |        | Lahore                   | Pakistan   |                     |                            | |

| Edifici                           | Imatge | Location        | País      | Fundació   | Adscripció | Notes |
| --------------------------------- | ------ | --------------- | --------- | ---------- | ---------- | --- |
| Mesquita de Sheik Karimul Makhdum |        | Tubig Indangan  | Filipines | 1380       |            | Fundada pel xeic Karimul Makhdum, que va introduir l'islam a les Filipines. És la mesquita més antiga de l'Àsia sud-oriental. |
| Antiga mesquita de Wapauwe        |        | Kaitetu         | Indonèsia | 1414       |            | La més antiga mesquita d'Indonèsia encara dempeus.                                                                            |
| Mesquita d'Ampel                  |        | Ampel, Surabaya | Indonèsia | 1421       |            | La més antiga mesquita de Java encara dempeus, i la segona d'Indonèsia.                                                       |
| Mesquita de Sultan Sharif Ali     |        | Brunei          | Brunei    | c. 1430    |            | Construïda per ordre de Sharif Ali («Sultan Berkat»), que va regnar entre 1425 i 1432.                                        |
| Gran mesquita de Demak            |        | Demak           | Indonèsia | segle xv   |            | La mesquita més antiga de Java Central i la segona de Java.                                                                   |
| Mesquita dels 300 Anys            |        | Narathiwat      | Tailàndia | segle xvii |            | It is at least one of the oldest known mosques in Thailand.                                                                   |
| Mesquita Omar Kampong Melaka      |        | Àrea Central    | Singapur  | 1820       |            | Originalment amb estructura de fusta, fou construïda pel mercader àrab Syed Omar Ali Aljunied.                                |

| Edifici                  | Imatge | Location                     | País      | Fundació             | Adscripció | Notes |
| ------------------------ | ------ | ---------------------------- | --------- | -------------------- | ---------- | --- |
| Gran mesquita al-Umarí   |        | Beirut                       | Lebanon   | 635                  | Sunni      | El mihrab és la part més antiga de la mesquita, que es pot datar en època del califat d'Úmar ibn al-Khattab.                                                                                      |
| Mesquita d'Al-Aqsa       |        | Jerusalem (ciutat vella)     | Palestina | 637                  |            | A Muslim prayer hall with a silver-colored lead dome located in the southern part of Al-Aqsa (Temple Mount), built by the Rashidun caliph Umar ibn Al-Khattab.                                    |
| Mesquita Al-Shuaibiyah   |        | Alep                         | Síria     | 637                  |            | |
| Mesquita d'Ibrahim       |        | Hebron                       | Palestina | 637                  |            | |
| Gran Mesquita d'Alep     |        | Alep                         | Síria     | 715                  |            | |
| Mesquita dels Omeies     |        | Damasc                       | Síria     | 715                  | Sunnita    | El quart lloc més sagrat de l'islam i la mesquita nacional de Síria. Fou construïda tot just després de la conquesta islàmica de la ciutat el 634, tot i que l'estructura actual és de l'any 715. |
| Mesquita Blanca          |        | Ramla                        | Israel    | 720                  |            | |
| Mesquita al-Umarí        |        | Bosra                        | Síria     | 721                  |            | |
| Gran mesquita d'Ar-Raqqà |        | Ar-Raqqà                     | Síria     | 772                  |            | |
| Mesquita d'Arab Ahmet    |        | Arab Ahmet, barri de Nicòsia | Xipre     | Finals del segle xvi |            | La mesquita, i el barri, prenen el nom del comandant de l'armada otomana que el 1571 dirigí una expedició contra l'illa.                                                                          |

| Edifici                                    | Imatge | Location   | País    | Fundació                 | Adscripció     | Notes |
| ------------------------------------------ | ------ | ---------- | ------- | ------------------------ | -------------- | --- |
| Mesquita Ayasofya (Hagia Sophia)           |        | Istanbul   | Turquia | 1453 (537)               |                | Construïda el 537 com a catedral grega ortodoxa, va ser convertida en mesquita el 1453 i en museu el 1931. El 2020, va esdevenir de nou mesquita per ordre de la justícia turca.                               |
| Gran mesquita de Kufa                      |        | Kufa       | Iraq    | 639                      | Xiïta          | A la mesquita, construïda al segle vii, s'hi conserven les tombes de Múslim ibn Aqil (cosí d'al-Hussayn ibn Alí), Hani ibn Urwa (company i protector de l'anterior) i el revolucionari al-Mukhtar ath-Thaqafí. |
| Mesquita del mausoleu de l'imam al-Hussayn |        | Karbala    | Iraq    | 680                      | Xiïta          | Reconstruïda nombroses vegades. |
| Mesquita aljama de Ferdows                 |        | Ferdows    | Iran    | segle vii (possiblement) |                | |
| Mesquita aljama d'Esfahan                  |        | Esfahan    | Iran    | 771                      |                | |
| Mesquita aljama de Fahraj                  |        | Fahraj     | Iran    | segle viii               |                | |
| Mesquita de Tarikhaneh                     |        | Damghan    | Iran    | segle viii               |                | |
| Gran mesquita de Samarra                   |        | Samarra    | Iraq    | 848                      |                | |
| Mesquita d'al-Askarí                       |        | Samarra    | Iraq    | 944                      | Xiïta imamita  | Conté el sepulcre dels desè i onzè imams xiïtes imamites: Alí al-Hadi i al-Hàssan al-Askarí. |
| Mesquita de l'imam Alí                     |        | Najaf      | Iraq    | 977                      | Xiïta, sunnita | Conté el sepulcre d'Alí ibn Abi-Tàlib, cosí del profeta Mahoma i quart califa, a més de primer imam xiïta. |
| Gran mesquita de Diyarbakır                |        | Diyarbakır | Turquia | 1092                     | Sunnita        | Una de les mesquites més antigues de l'actual Turquia. |
| Mesquita del minaret de Yivli              |        | Antalya    | Turquia | 1230                     |                | |
| Mesquita d'Aslanhane                       |        | Ankara     | Turquia | 1290                     |                | |

| Edifici     | Imatge | Ubicació | País       | Fundació | Adscripció | Notes |
| ----------- | ------ | -------- | ---------- | -------- | ---------- | --- |
| Po-i-Kalyan |        | Bukharà  | Uzbekistan | 713      |            | Des del 713 i fins a l'actualitat, s'ha construït, derruït, restaurat i traslladat diverses vegades la mesquita aljama que acompanyava el minaret que en resta. |

| Edifici                     | Imatge | Ubicació | País        | Fundació           | Adscripció | Notes |
| --------------------------- | ------ | -------- | ----------- | ------------------ | ---------- | --- |
| Mesquita aljama de Shamakhi |        | Shamakhi | Azerbaidjan | 743-744            |            | Construïda el 743–744, incendiada per unitats armènies del Dashnaktsutiun el 1918 i reconstruïda el 2009. |
| Mesquita Blava              |        | Erevan   | Armènia     | Mitjan segle xviii |            | |

## Europa
| Edifici                                          | Imatge | Location  | País                                      | Fundació                     | Adscripció | Notes |
| ------------------------------------------------ | ------ | --------- | ----------------------------------------- | ---------------------------- | ---------- | --- |
| Mesquita aljama de Còrdova                       |        | Còrdova   | Espanya (aleshores l'Emirat de Qúrtuba)   | 785                          |            | Construïda originalment per Abd-ar-Rahman I el 785, va partir nombroses ampliacions posteriors al segle ix i al segle x. Després de la conquesta castellana de Còrdova el 1236, es va convertir en la catedral de la ciutat, fins a l'actualitat. |
| Mesquita del palau de l'Aljaferia                |        | Saragossa | Espanya (aleshores el Califat de Qúrtuba) | 1046                         |            | Una petita sala de pregària dins del palau de l'Aljafería, d'època taifa, construïda sota la dinastia dels Banu Hud. S'hi accedeix a través d'un portal dins del palau. El 2001 el conjunt original i restaurat de l'Aljafería es va incloure en el conjunt de l'Arquitectura Mudèjar d'Aragó, declarada Patrimoni de la Humanitat.                                                         |
| Mesquita de Madínat az-Zahrà                     |        | Còrdova   | Espanya (aleshores el Califat de Qúrtuba) | 941-942                      |            | Mesquita aljama de Madínat az-Zahrà, una extensa i fortificada ciutat palatina començada a construir el 936 per Abd-ar-Rahman III. La mesquita de la ciutat fou inaugurada el 941–942. Tot el complex palatí va ser saquejat i derruït durant la guerra civil que va patir el Califat de Qúrtuba a l'inici del segle xi. Forma part del Patrimoni de la Humanitat de la UNESCO des de 2018. |
| Mesquita de Bab al-Mardum o del Cristo de la Luz |        | Toledo    | Espanya (aleshores el Califat de Qúrtuba) | 999                          |            | L'edifici és extraordinari en el sentit que es conserva gairebé en l'estat en què fou construït l'any 999. Originalment era una estructura cúbica amb nou crugies amb cúpula, el 1187 se li afegí un absis semicircular després que fos convertida en església. |
| Mesquita de Las Tornerías                        |        | Toledo    | Espanya (aleshores l'Emirat de Tulàytula) | mitjan segle xi (compleció)  |            | L'edifici fou construït a mitjan segle xi sobre unes restes d'època romana situades a l'antic barri musulmà d'Arrabal de Francos. L'edifici va seguir sent una mesquita després de la conquesta cristiana de la ciutat de Toledo el 1085 per les tropes d'Alfons VI de Lleó i fins als anys 1498–1505, quan va ser dessacralitzat pels Reis Catòlics.                                       |
| Mesquita del ribat d'Arrifana                    |        | Aljezur   | Portugal (aleshores l'Imperi Almoràvit)   | 1130                         |            | Probablement construïda per Abu-l-Qàssim Àhmad ibn al-Hussayn ibn Qassi, governador de Silves i rebal al poder de la dinastia almoràvit. Són les úniques ruïnes d'una fortalesa musulmana que s'han localitzat a Portugal, excavades des de l'any 2001. |
| Església de Nossa Senhora da Anunciação          |        | Mértola   | Portugal (aleshores el Califat Almohade)  | Segona meitat del segle xii  |            | Única i la més clarament identificable antiga mesquita de Portugal, tot i la barreja d'arquitectura almohade i d'arquitectura gòtica d'estil manuelí. Reconstruïda a la segona meitat del segle xii, amb alguns elements del segle ix. |
| Giralda                                          |        | Sevilla   | Espanya (aleshores el Califat Almohade)   | 1248                         |            | De l'antiga mesquita aljama de Sevilla només en roman dempeus el minaret. Es tractava d'una mesquita comparable en mida a la gran mesquita cordovesa, però va ser destruïda en gran part durant el terratrèmol de 1365. El minaret, ja usat com a campanar de la catedral de Sevilla, es va ampliar en alçada al segle xvi.                                                                 |
| Església de São Clemente                         |        | Tavira    | Portugal (aleshores el Regne de Portugal) | Segona meitat del segle xiii |            | Només en queden parts del minaret original, reconvertit en campanar. Fa 22,7 m d'alçada i 4,2 m d'ample. Al costat hi ha l'antic cementiri musulmà del Jardim dos Amuados. |
| Mesquita de Tórtoles                             |        | Tarazona  | Espanya (aleshores la Corona d'Aragó)     | segle xv (compleció)         |            | S'ha conservat pràcticament sense canvis. |
| Minaret de San Sebastián                         |        | Ronda     | Espanya (aleshores el Califat Almohade)   |                              |            | De la mesquita de mida mitjana del veïnat de la Plaza Abul Beka només en resta el minaret. Aquest va ser després ampliat i usat com a campanar. La mesquita es va convertir en església, però va ser destruïda als anys 1600 durant la Rebel·lió de les Alpujarras. Ronda havia tingut unes 7 o 8 mesquites, però cap a sobreviscut fins a als nostres dies.                                |

| Edifici                    | Imatge | Location                                       | Fundació                 | Adscripció | Notes |
| -------------------------- | ------ | ---------------------------------------------- | ------------------------ | ---------- | ----- |
| Mesquita aljama de Derbent |        | Derbent (aleshores part del Califat Abbàssida) | 700-900 (aproximadament) |            |       |

| Edifici                                       | Imatge | Location                 | País                                           | Fundació  | Adscripció | Notes |
| --------------------------------------------- | ------ | ------------------------ | ---------------------------------------------- | --------- | ---------- | --- |
| Mesquita Al-Agha                              |        | Dragash                  | Kosovo                                         | 1268      |            | Construïda per musulmans que havien emigrat d'Alep, a Síria, a Kosovo. |
| Mesquita Dzhumaya (aljama) de Plovdiv         |        | Plovdiv                  | Bulgària                                       | 1363-1364 |            | Construïda durant el regnat del soldà Murat I, l'antic edifici va ser derruït i substituït per l'actual construcció.                                                                                                 |
| Mesquita dels mariners                        |        | Ulcinj                   | Montenegro                                     | segle xiv |            | |
| Mesquita de Halit Efendi                      |        | Slupčane, Lípkovo        | Macedònia                                      | 1415      |            | És considerada la mesquita més antiga de Macedònia del Nord. Tot i així, l'edifici actual és fruit de nombroses renovacions, de forma no es pot considerar que la construcció actual reflecteixi l'edifici original. |
| Mesquita de Turhan Emin-Beg                   |        | Ustikolina               | Bòsnia i Hercegovina                           | 1448-1449 |            | Fou construïda per Turhan Emin-beg. És coneguda pel fet d'haver estat derruïda dos cops (1941 i 1992) i reconstruïda dos cops (1956 i 2007).                                                                         |
| Mesquita de Fatih                             |        | Elbasan                  | Albània                                        | 1466      |            | Fou construïda per ordre del soldà Mehmet II al castell d'Elbasan. |
| Mesquita antiga de Plav (Mesquita Imperial)   |        | Plav                     | Montenegro                                     | 1471      |            | Fou construïda durant el domini otomà de la ciutat. |
| Mesquita del Rei o mesquita del soldà Bayazit |        | Elbasan                  | Albània                                        | 1482      |            | |
| Mesquita d'Iljaz Mirahori                     |        | Korçë                    | Albània                                        | 1494      |            | Fou construïda per Iljaz Hoxha, també conegut com Iljaz Bey Mirahor, i és considerada un Monument Cultural d'Albània.                                                                                                |
| Mesquita de Kuklibeu                          |        | Prizren                  | Kosovo                                         | 1534      |            | |
| Mesquita de Muderis Ali Efendi                |        | Prizren                  | Kosovo                                         | 1543-1581 |            | |
| Mesquita d'Esmahan Sultan                     |        | Mangalia                 | Romania                                        | 1575      |            | Més antiga mesquita de Romania. |
|                                               |        |                          | Polònia                                        | 1558      |            | El primer esment d'una mesquita al territori de l'actual Polònia és del 1558, quan en el tractat Risale-i Tatar-i Lech d'aquest any s'hi esmenten mesquites tàtares.                                                 |
|                                               |        |                          | Lituània (aleshores elGran Ducat de Lituània)  | segle xvi |            | Diversos documents testimonien que els tàtars lituans van construir mesquites al ducat durant el segle xvi. |
| Mesquita de Sinan Pasha                       |        | Prizren                  | Kosovo                                         | 1615      |            | |
| Mesquita de Log pod Mangartom                 |        | Log pod Mangartom, Bovec | Eslovènia (aleshores l'Imperoi Austrohongarès) | 1916      |            | Fou construïda per bosnis de l'exèrcit austrohongarès. |
| Mesquita de Gunja                             |        | Gunja                    | Croàcia                                        | 1969      |            | La primera i una de les poques mesquites de Croàcia, situada prop de la frontera amb Bòsnia i Hercegovina. |
| Mesquita del Centre Islàmic de Viena          |        | Viena                    | Àustria                                        | 1979      |            | |
| Mesquita de Brno                              |        | Brno                     | Txèquia                                        | 1998      |            | La construcció va començar el 1996 i es va inaugurar el 1998. |

| Edifici                                  | Imatge | Ubicació              | País       | Fundació | Adscripció                    | Notes |
| ---------------------------------------- | ------ | --------------------- | ---------- | -------- | ----------------------------- | --- |
| Mesquita de Liverpool i Institut Musulmà |        | Liverpool, Anglaterra | Regne Unit | 1891     | Institut Musulmà de Liverpool | Diverses fonts afirmen que l'any 1860 es va fundar una mesquita al carrer Glynrhondda 2 de Cardiff, a Gal·les, que per tant seria la més antiga del Regne Unit, tanmateix, un treball acadèmic ha mostrat que aquesta afirmació es basa en un error de transcripció i, per tant, la mesquita de Liverpool seria la més antiga. |
| Mesquita de Dublín i Centre Islàmic      |        | Dublín                | Irlanda    | 1976     |                               | Tot i que la mesquita del Centre Islàmic és la primera que es va construir a Irlanda, la primera mesquita construïda exclusivament com a lloc de culte es va construir a Ballyhaunis el 1987. |

| Edifici                                                      | Imatge | Ubicació         | País          | Fundació | Adscripció | Notes |
| ------------------------------------------------------------ | ------ | ---------------- | ------------- | -------- | ---------- | --- |
| Mesquita otomana del Père Lachaise                           |        | París            | França        | 1856     |            | Va ser la primera mesquita construïda a la França metropolitana. Situada dins del cementiri del Père Lachaise, va servir per a les oracions d'enterrament dels diplomàtics otomans, del personal militar nord-africà i dels estudiants turcs i àrabs. Va caure en desús i fou abandonada, juntament amb l'enclòs musulmà del cementiri, quan França i l'Imperi Otomà van entrar en guerra el 1914. |
| Gran Mesquita de París                                       |        | París            | França        | 1926     |            | Va ser construïda a l'estil marroquí i per honrar els veterans francesos musulmans de la Primera Guerra Mundial. |
| Mesquita de Wünsdorf                                         |        | Wünsdorf, Berlín | Alemanya      | 1915     |            | Construïda l'any 1915 per l'administració de l'Exèrcit Imperial Alemany per als presoners de guerra aliats musulmans al camp de presoners de guerra de Wünsdorf, posteriorment utilitzat com a camp de refugiats. El 1930 fou enderrocat per manca de congregació. |
| Mesquita de Mobarak                                          |        | La Haia          | Països Baixos | 1955     |            | Primera mesquita construïda específicament com a tal als Països Baixos. |
| Centre Islamique de Genève («la Mesquita Petita» de Ginebra) |        | Ginebra          | Suïssa        | 1961     |            | Fundat per Said Ramadan. |

| Edifici                            | Imatge | Location                      | País      | Fundació | Adscripció | Notes |
| ---------------------------------- | ------ | ----------------------------- | --------- | -------- | ---------- | --- |
| Mesquita de Järvenpää              |        | Järvenpää                     | Finlàndia | 1942     |            | Mesquita de la comunitat de tàtars finesos. És considerada la més antiga mesquita dels països nòrdics. El primer cementiri islàmic de Finlàndia va ser creat als anys 1830s per les tropes russes.                              |
| Mesquita de Nusrat Djahan          |        | Hvidovre, afores deCopenhagen | Dinamarca | 1967     | Ahmadí     | Fundada per la comunitat Ahmadia; primera edifici construït explícitament com a mesquita als països nòrdics. |
| Centre Cultural Islàmic de Noruega |        | Oslo                          | Noruega   | 1974     | Sunnita    | Fundada per pakistano-noruegs amb l'ajuda de musulmans danesos; adscrita a l'escola sunnita deobandita. La primera mesquita xiïta, Anjuman-e Hussain, va obrir les portes el 1975; la primera mesquita sunnita barelvi el 1976. |
| Mesquita Nasir                     |        | Gothenburg                    | Suècia    | 1976     |            | |
|                                    |        | Stockholm                     | Suècia    | 2000     |            | Reconversió de Katarinastation, una antiga central elèctrica. |
| Mesquita de Reykjavík              |        | Reykjavík                     | Islàndia  | 2002     |            | Tot i que no va ser construïda com a mesquita, serveix de lloc de reunió temporal per als musulmans. |

## Oceania
| Edifici                     | Imatge | Ubicació | País         | Fundació  | Adscripció | Notes |
| --------------------------- | ------ | -------- | ------------ | --------- | ---------- | --- |
| Mesquita de Marree          |        | Marree   | Austràlia    | 1861/1882 |            | Construïda originalment al desert d'Austràlia Meridional per camellers «afganesos» d'Austràlia, ha estat posteriorment restaurada.                    |
| Mesquita central d'Adelaida |        | Adelaida | Austràlia    | 1888      |            | La mesquita de la ciutat més antiga del país. |
|                             |        | Auckland | Nova Zelanda | 1979      |            | La pedra angular va ser col·locada l'any 1979; tanmateix, el primer centre islàmic del país es va instal·lar en una casa d'Auckland comprada el 1959. |

| Edifici                      | Imatge | Ubicació                                                    | País              | Fundació              | Adscripció | Notes |
| ---------------------------- | ------ | ----------------------------------------------------------- | ----------------- | --------------------- | ---------- | --- |
| Mesquita Hidayatullah Sanoek |        | Sanoek, South Waigeo, Regència Raja Ampat, Papua Occidental | Indonèsia         | 1505 (aproximadament) |            | La mesquita més antiga d'Oceania.                                                                           |
|                              |        | Vitogo, Nausori i Tavua                                     | Fiji              | c. 1922               |            | Al voltant de 1922, les assemblees islàmiques locals van construir diverses mesquites de fusta.             |
|                              |        | Port Moresby                                                | Papua Nova Guinea | 2000                  |            | L'islam es va introduir a l'illa a la dècada del 1970, i el primer centre islàmic s'hi va establir el 1988. |